# Ručetna vas
Ručetna vas – wieś w Słowenii, w gminie Črnomelj. W 2018 roku liczyła 150 mieszkańców.